# 니시고보역
니시고보역(일본어: 西御坊駅)은 일본 와카야마현 고보시에 위치한 기슈 철도 기슈 철도선의 철도역이다. 이 노선의 종착역이며, 단선 승강장 1면 1선의 구조를 갖춘 지상역이다.

## 이용 현황
| 승차 인원 추이 | 승차 인원 추이      |
| 연도           | 하루 평균 승차 인원 |
| -------------- | ------------------- |
| 2015           | 52                  |
| 2016           | 48                  |
| 2017           | 47                  |
| 2018           | 51                  |

## 역 주변
- 국도 제42호선

## 역사
- 1932년
  - 4월 10일 : 마쓰바라구치역으로 개업.
  - 4월 : 니시고보역으로 개칭.
- 1955년 6월 15일 : 다이와 방직 전용선 개업.
- 1984년 6월 26일 : 다이와 방직 전용선 폐지.
- 1989년 4월 1일 : 당 역 - 히다카가와 역이 폐지. 종착역으로 전환.
- 2018년
  - 6월 1일 : 이 날부터, 영업 창구가 '토 ·일 · 공·휴일 오전 6시 ~ 11시만'한정됨. (8월 26일까지)
  - 8월 27일 : 역의 완전 무인화가 실시됨.

## 인접 역
| 기슈 철도 기슈 철도선  | 기슈 철도 기슈 철도선 | 기슈 철도 기슈 철도선 |
| ---------------------- | --------------------- | --------------------- |
| 시야쿠쇼마에 고보 방면 | 기슈 철도선           | 시·종착역             |